# San Gaspar Ixchil
San Gaspar Ixchil («San Gaspar»: en honor al Rey Gaspar de los Santos Reyes; «Ixchil»: significa «Los Chilares») es un municipio del departamento de Huehuetenango de la región nor-occidente de la República de Guatemala.
Tras la conquista de Guatemala en 1524, fue fundado por los frailes dominicos quienes posteriormente lo cedieron junto con el resto de sus doctrinas más occidentales a los frailes mercedarios, y a partir de entonces fue una doctrina del convento de Santa Ana Malacatán.  En 1754 los mercedarios tuvieron que entregar sus doctrinas al clero secular y San Gaspar pasó a ser parte del curato de Malacatán en la provincia y Alcaldía Mayor de Totonicapam.
Después de la Independencia de Centroamérica en 1821, perteneció al departamento Totonicapán/Huehuetenango y luego formó parte del efímero Estado de Los Altos que fue creado por los criollos liberales en 1838.  Este estado fue recuperado por la fuerza y reintegrado al Estado de Guatemala por el general conservador Rafael Carrera en 1840.
Como parte de la simplificación administrativa del territorio de la República que impulsó el gobierno del general Jorge Ubico en 1935, fue integrado como aldea del municipio de Colotenango; pero logró recuperar la categoría municipal el 24 de octubre de 1947, durante el gobierno del Dr. Juan José Arévalo.[cita requerida]
El municipio de San Ildefonso Ixtahuacán se convirtió en el centro de comercio principal de Colotenango cuando se descubrieron minas de minerales en ese lugar el 15 de julio de 1958.

## Demografía
El municipio tiene una población aproximada de 10 085 habitantes según el censo de población del año 2018 con una densidad de 288 personas por kilómetro cuadrado. Existe una población superior indígena con el porcentaje de 99.80 % de la población total, y el 0.20 % es de gente ladina.

## Geografía física
San Gaspar Ixchil es el segundo municipio más pequeño que tiene el departamento de Huehuetenango ya que tiene una extensión territorial de 35 km². Supera por 10 km² al municipio más pequeño del departamento, que es San Rafael Petzal con 25 km².

### Ubicación geográfica
San Gaspar Ixchil se encuentra a una distancia de 44 km de la cabecera departamental Huehuetenango y a 299 km de la Ciudad de Guatemala; sus colindancias son:
- Norte: Colotenango y San Rafael Petzal, municipios del departamento de Huehuetenango
- Sur: San Miguel Ixtahuacán, municipio del departamento de San Marcos
- Este: Santa Bárbara, municipio de Huehuetenango
- Oeste: San Ildefonso Ixtahuacán, municipio del departamento de Huehuetenango[8]

|                                 | Norte: Colotenango San Rafael Pétzal |                     |
| Oeste: San Ildefonso Ixtahuacán |                                      | Este: Santa Bárbara |
|                                 | Sur: San Miguel Ixtahuacán           |                     |

## Gobierno municipal
Los municipios se encuentran regulados en diversas leyes de la República, que establecen su forma de organización, lo relativo a la conformación de sus órganos administrativos y los tributos destinados para los mismos.  Aunque se trata de entidades autónomas, se encuentran sujetos a la legislación nacional y las principales leyes que los rigen desde 1985 son:
| N.º | Ley                                                | Descripción |
| --- | -------------------------------------------------- | --- |
| 1   | Constitución Política de la República de Guatemala | Tiene una regulación legal específica para los municipios en los artículos 253 al 262. |
| 2   | Ley Electoral y de Partidos Políticos              | Ley de carácter constitucional aplicable a los municipios en el tema de la conformación de sus autoridades electas. |
| 3   | Código Municipal                                   | Decreto 12-2002 del Congreso de la República de Guatemala. Tiene la categoría de ley ordinaria y contiene preceptos generales aplicables a todos los municipios, e inclusive contiene legislación referente a la creación de los municipios.             |
| 4   | Ley de Servicio Municipal                          | Decreto 1-87 del Congreso de la República de Guatemala. Regula las relaciones entra la municipalidad y los servidores públicos en materia laboral. Tiene su base constitucional en el artículo 262 de la constitución que ordena la emisión de la misma. |
| 5   | Ley General de Descentralización                   | Decreto 14-2002 del Congreso de la República de Guatemala. Regula el deber constitucional del Estado, y por ende del municipio, de promover y aplicar la descentralización y desconcentración económica y administrativa.                                |

El gobierno de los municipios está a cargo de un Concejo Municipal mientras que el código municipal —ley ordinaria que contiene disposiciones que se aplican a todos los municipios— establece que «el concejo municipal es el órgano colegiado superior de deliberación y de decisión de los asuntos municipales […] y tiene su sede en la circunscripción de la cabecera municipal»; el artículo 33 del mencionado código establece que «[le] corresponde con exclusividad al concejo municipal el ejercicio del gobierno del municipio».
El concejo municipal se integra con el alcalde, los síndicos y concejales, electos directamente por sufragio universal y secreto para un período de cuatro años, pudiendo ser reelectos.
Existen también las Alcaldías Auxiliares, los Comités Comunitarios de Desarrollo (COCODE), el Comité Municipal del Desarrollo (COMUDE), las asociaciones culturales y las comisiones de trabajo. Los alcaldes auxiliares son elegidos por las comunidades de acuerdo a sus principios y tradiciones, y se reúnen con el alcalde municipal el primer domingo de cada mes, mientras que los Comités Comunitarios de Desarrollo y el Comité Municipal de Desarrollo organizan y facilitan la participación de las comunidades priorizando necesidades y problemas.
Los alcaldes que ha habido en el municipio son:
- 2012-2016: Cristóbal Godínez[11]

## Historia

### Época colonial
San Gaspar Ixchil fue fundado durante la época colonial; el documento más antiguo en el que se menciona el poblado de San Gaspar Ixchil es el que realizó la Audiencia de Guatemala en el sigloxvi en los años 1558 a 1577.  En dicho documento se mencionaron los pueblos pertenecientes a los modernos departamentos de Huehuetenango y de Totonicapán; el poblado es mencionado con el nombre de «San Gaspar Ixchil de Guagüetepec».[cita requerida]
En 1740, el alcalde mayor de Huehuetenango, Joseph de Olaverreta, escribió una pequeña información del municipio el 27 de agosto de 1742 la cual menciona su ubicación geográfica, clima y actividades económicas:
| El de San Gaspar Ixchil, dista once leguas de la cabecera, es templado en llano a las orillas de un río muy grande que pasan por hamaca, hay muchos árboles frutales y algún ganado vacuno, siembran maíz, chile, frijol y piñas y se compone de cuatro tributarios y medio. —Joseph de Olaverreta[cita requerida] |

### Visita del arzobispo Pedro Cortés y Larraz en 1770

Escudo
mercedario.

El poblado de San Gaspar fue una doctrina que pertenecía al convento mercedario de Santa Ana de Malacatán pero en 1754, los dominicos tuvieron que entregar sus doctrinas al clero secular y el poblado quedó como parte del curato de Malacatán en la provincia y Alcaldía Mayor de Totonicapam; junto con San Gaspar Ixchil eran parte de este curato Santa Bárbara, Istaguacán, Colotenango y San Ramón.  En su visita pastoral de 1770, el arzobispo Pedro Cortés y Larraz reportó que en San Gaspar Ixchil vivían solamente familias indígenas.

### Tras la Independencia de Centroamérica
Tras la Independencia de Centroamérica, la constitución política del Estado de Guatemala decretada el 11 de octubre de 1825 dividió al Estado en once distritos para la impartición de justicia; de esta cuenta, San Gaspar Ixchl era parte del circuito de Huehuetenango en el distrito N.º 9 (Totonicapán) junto con Huehuetenango, Chiantla, Nectá y Usumacinta,  Todos Santos y San Martín, Chalchitán, la Cordillera, Moscoso, Aguacatán, el Trapichillo, Guaylá, Colotenango, San Ildefonso Ixtahuacán, Santa Bárbara, Malacatán, San Ramón, San Lorenzo, Santa Isabel, San Sebastián, San Juan Atitán y Santiago Chimaltenango.

### El efímero Estado de Los Altos

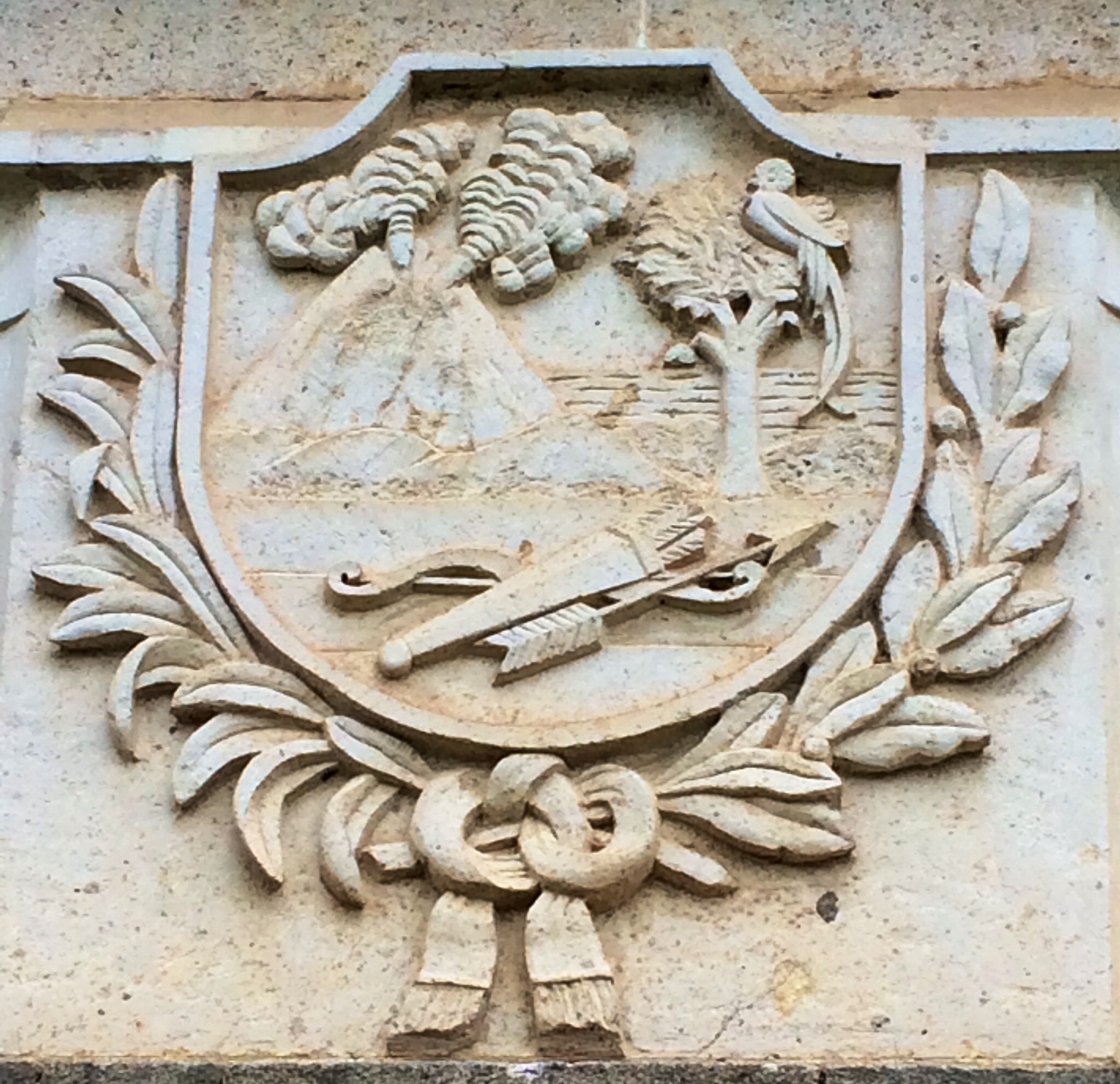
Escudo del Estado de los Altos

A partir del 3 de abril de 1838, San Gaspar fue parte de la región que formó el efímero Estado de Los Altos y que forzó a que el Estado de Guatemala se reorganizara en siete departamentos y dos distritos independientes el 12 de septiembre de 1839: 
- Departamentos: Chimaltenango, Chiquimula, Escuintla, Guatemala, Mita, Sacatepéquez, y Verapaz
- Distritos: Izabal y Petén[14]

La región occidental de la actual Guatemala había mostrado intenciones de obtener mayor autonomía con respecto a las autoridades de la ciudad de Guatemala desde la época colonial, pues los criollos de la localidad consideraban que los criollos capitalinos que tenían el monopolio comercial con España no les daban un trato justo.  Pero este intento de secesión fue aplastado por el general Rafael Carrera, quien reintegró al Estado de Los Altos al Estado de Guatemala en 1840.

### Restructuración administrativa del gobierno de Jorge Ubico
En 1935, en un afán por simplificar la administración de la República para paliar los efectos económicos de la Gran Depresión, el gobierno del general Jorge Ubico integró a varios municipios pequeños como aldeas de municipios mayores; así, en diciembre de ese año San Gaspar Ixchil fue integrado al municipio de Colotenango; los pobladores inconformes lucharon para lograr categorizar nuevamente a San Gaspar Ixchil como municipio. Su petición fue escuchada el 24 de octubre de 1947, durante el gobierno del Dr. Juan José Arévalo.[cita requerida]

### Minas de San Ildefonso Ixtahuacán
El municipio de San Ildefonso Ixtahuacán se convirtió en el centro de comercio principal de los municipios de Cuilco, Colotenango, San Sebastián Huehuetenango, San Rafael Petzal, Santa Bárbara, Concepción Tutuapa, San Gaspar Ixchil y San Pedro Necta cuando se descubrieron minas de minerales en ese lugar el 15 de julio de 1958. Inmediatamente se comenzaron a pedir los derechos de explotación de las minas y el 6 de octubre de 1960 se les fue otorgada; durante las décadas de 1970 y 1980 la región cobró mucha relevancia gracias a las minas «La Florida» y «Los Lirios».